# هالیوود (میسیسیپی)
هالیوود (به انگلیسی: Hollywood) یک منطقهٔ مسکونی در ایالات متحده آمریکا است که در شهرستان تونیکا، میسیسیپی واقع شده‌است. هالیوود ۶۰٫۹۶ متر بالاتر از سطح دریا واقع شده‌است.